# Piazza della Guardia
Piazza Santa Maria della Guardia è una delle piazze principali dell'omonimo quartiere, sito a sud-est di Picanello, a Catania.
Caratterizzata dalla presenza della Chiesa di Santa Maria della Guardia, la piazza si presenta circolare, con sbocchi su Via Duca degli Abruzzi e su altre vie importanti del quartiere, quali la via Giacomo Leopardi. Nella piazza finisce via Vecchia Ognina, infatti in dialetto catanese è chiamata "Vaddia Lògnina", cioè in lingua siciliana "Vardia [di] Lògnina".

## Descrizione
Sede della Parrocchia di Santa Maria della Guardia, la piazza si erge su quella che era l'altura delle scogliere di Guardia - Ognina. La piazza si presenta con una grande aiuola alberata al centro e circondata dall'imponente facciata della chiesa e da numerose attività commerciali, quali bar, ristoranti, negozi sportivi e di articoli da pesca. Il profilo della piazza è prettamente anni ottanta, ad eccezion fatta dei vecchi palazzi alla sinistra della chiesa.

## Manifestazioni
La piazza è centro primario di manifestazioni riguardanti la chiesa, che si occupa anche delle decorazioni natalizie.